# Олді+
Олді+ — українське видавництво, створене у 2000 році в місті Херсоні й орієнтоване на видання навчальної та наукової літератури: підручників, навчальних посібників для вищих навчальних закладів, наукових монографій, науково-популярних брошур, періодичних видань тощо.

## Історія
Видавництво «Олді+» було створене в Херсоні 16 серпня 2000 року. Його засновником був Дмитро Грінь, під керівництвом якого вийшли сотні важливих видань, відбулося становлення компанії та накопичення видавничого портфелю.[джерело?]
З 2018 року наукове видавництво «Олді+» увійшло до складу видавничої групи «Гельветика». На чолі видавництва став Олег Павлович Головко, під керівництвом якого було зроблено ребрендинг та змінено підхід до видання наукової книги, а також повністю оновлено поліграфічну базу.[джерело?]
Сьогодні функціонують п'ять територіальних офісів в Україні (Херсон, Одеса, Запоріжжя, Миколаїв, Суми) та два – за її межами (Рига (Латвія) і Торунь (Польща)).[джерело?]

## Дипломи та нагороди

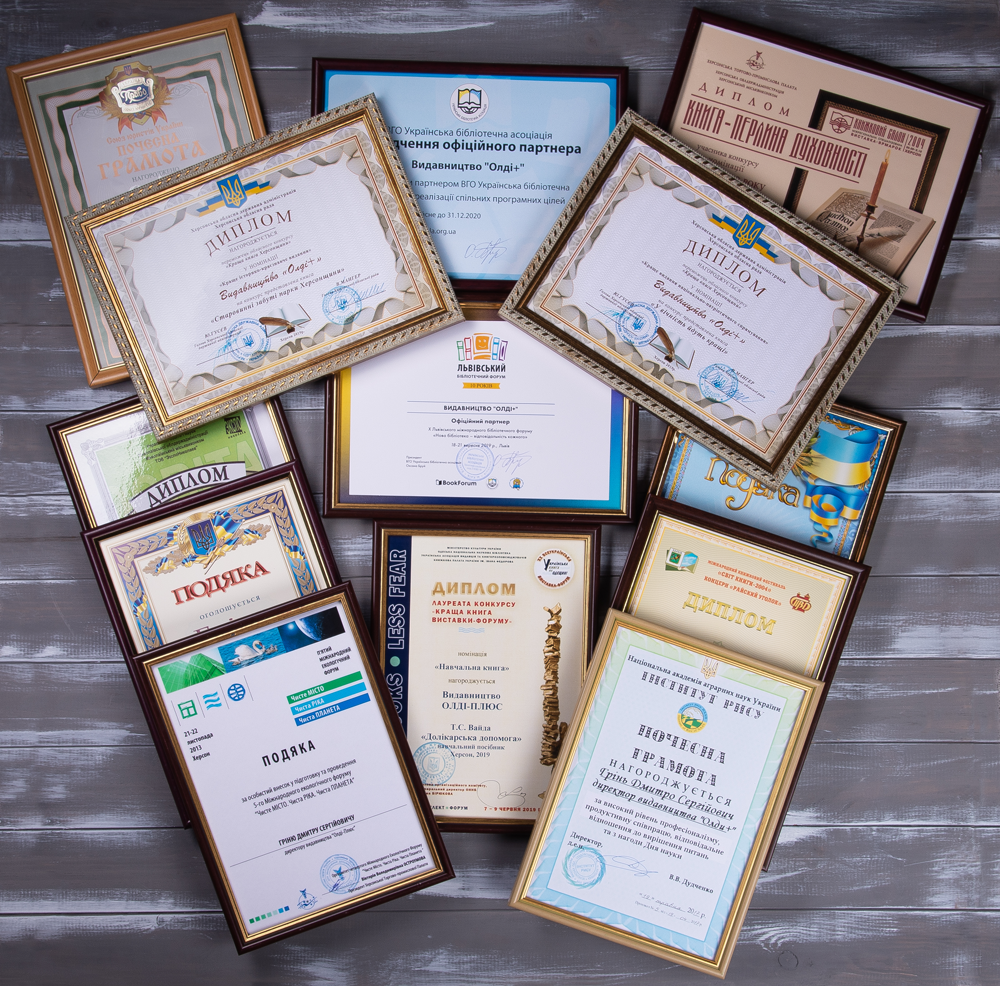
Дипломи видавництва "Олді+"

Видавництво «Олді+» неодноразово нагороджувалося дипломами за вагомі досягнення, майстерність та високий професіоналізм у видавничій справі:
- Дипломом міжрегіональної спеціалізованої виставки-ярмарку «Книжковий салон - 2002» за активну участь та внесок в українську культуру, літературу та освіту на Херсонщині;
- Дипломом Харківського міжнародного книжкового фестивалю «Світ книги - 2004» за одержання вагомих досягнень та майстерність у видавничій справі;
- Дипломом міжрегіональної спеціалізованої виставки-ярмарку «Книжковий салон - 2004» за активну участь у книжковому конкурсі «Книга – перлина духовності»;
- Дипломом за активну участь у Х спеціалізованій виставці «Освіта у 2012 році»;
- Дипломом за активну участь у XI спеціалізованій виставці «Освіта у 2013 році»;
- Дипломом лауреата конкурсу «Краща книга виставки форуму» у номінації «Навчальна книга» за навчальний посібник «Долікарська допомога» (Вайда Т.С.);
- Дипломом переможця обласного конкурсу «Краща книга Херсонщини - 2019» у номінації «Краще історико-краєзнавче видання» за монографія «Старовинні забуті парки Херсонщини» (Ходосовцев О.Є., Мойсієнко І.І., Бойко М.Ф. та ін.);
- Дипломом переможця обласного конкурсу «Краща книга Херсонщини - 2019» у номінації «Краще видання національно-патріотичного спрямування» за книгу «У вічність ідуть кращі» (Білик Б., Горбатенко М.).

## Автори видавництва
Географія авторського колективу охоплює всі регіони країни. Серед авторів видавництва:
Клименко М.О., Третяк А.М., Вожегова Р.А., Надикто В.Т., Мринський І.М., Рідей Н.М., Чеканович М.Г., Шерман І.М., Шевченко П.Г., Світельський М.М., Гуляк О.В., Русначенко А.М., Бондар О.І., Гудков І.М., Крикунова В.М., Мальчикова Д.С., Козяр М.М., Вайда Т.С., Ларіна Я.С., Кордзая Н.Р., Малигін Б.В., Зарицька В.В., Шевряков М.В., Пізінцалі Л.В., Кухарчук В.В., Гуменюк Г.Д., Стафійчук В.І., Тележенко Л.М., Кузьмін О.В., Капрельянц Л.В., Єгорова А.В., Галунько В.В., Коломоєць Т.О., Бисага Ю.М., Бочелюк В.Й., Мельник Р.С.